# Gnamptogenys hartmani
Gnamptogenys hartmani är en myrart som först beskrevs av Wheeler 1915.  Gnamptogenys hartmani ingår i släktet Gnamptogenys och familjen myror. Inga underarter finns listade i Catalogue of Life.

## Bildgalleri

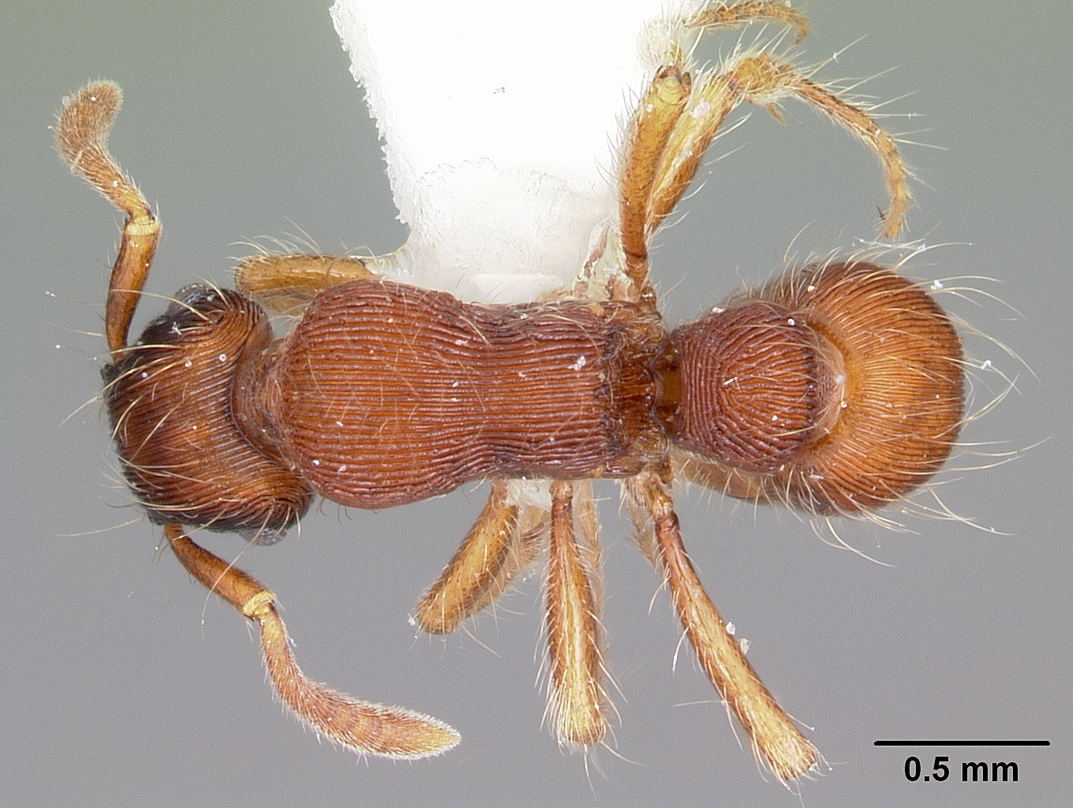
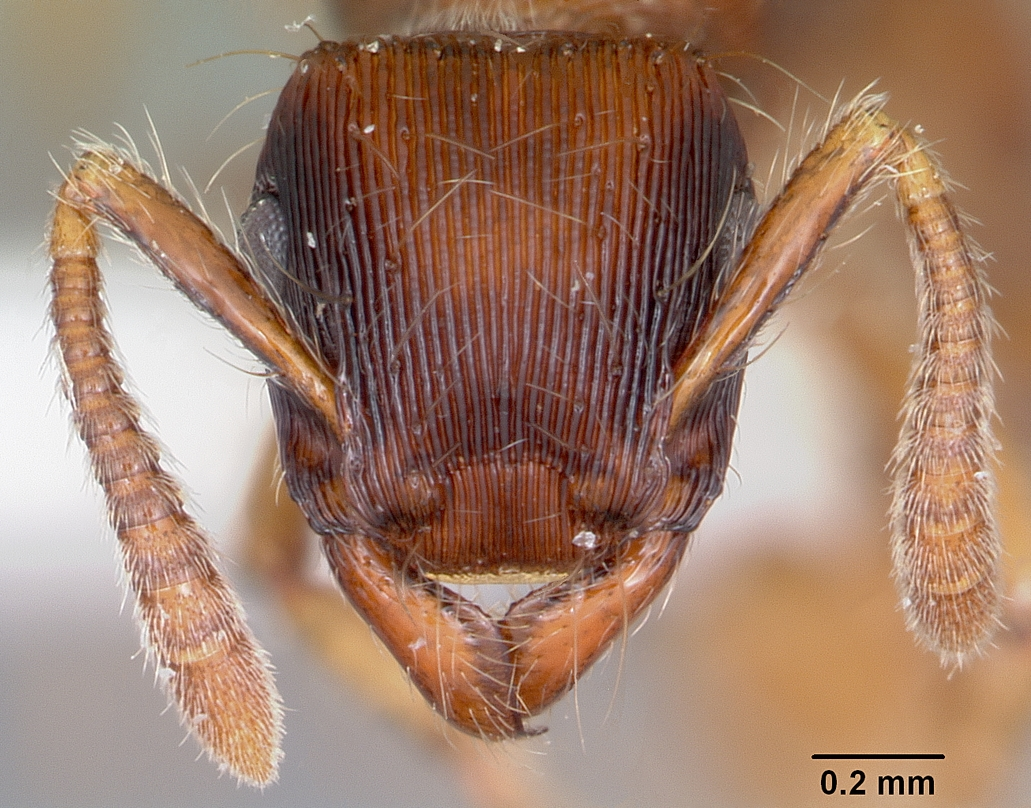
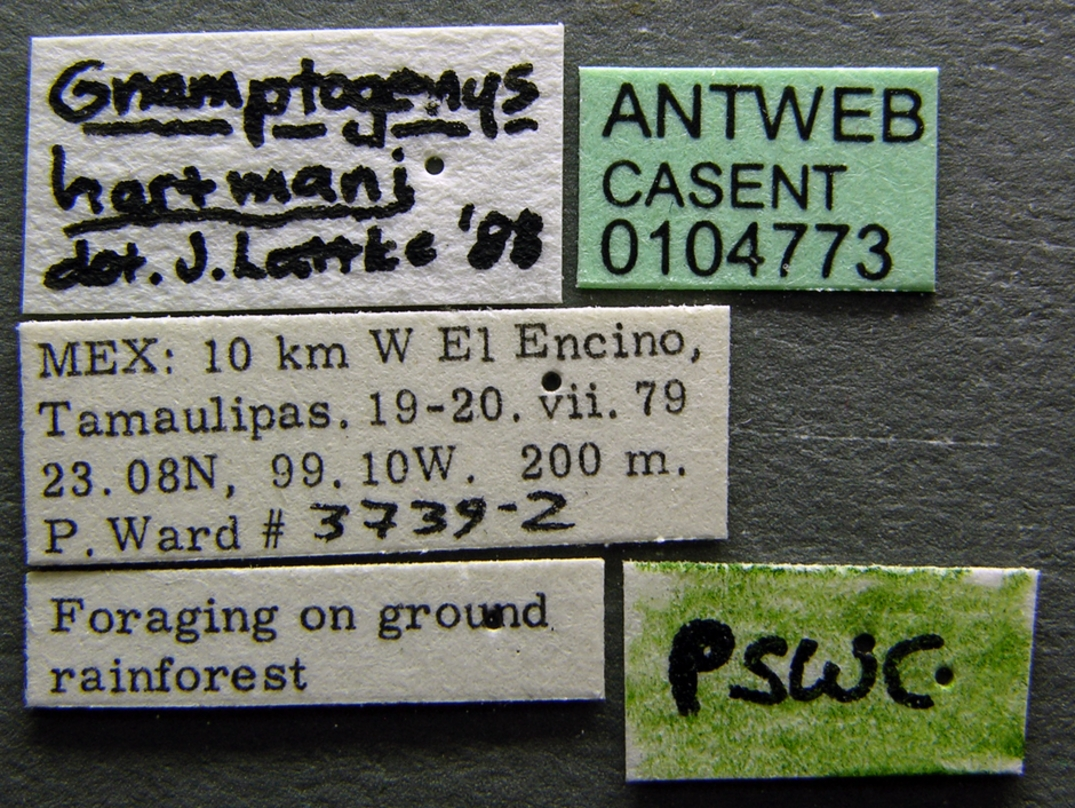
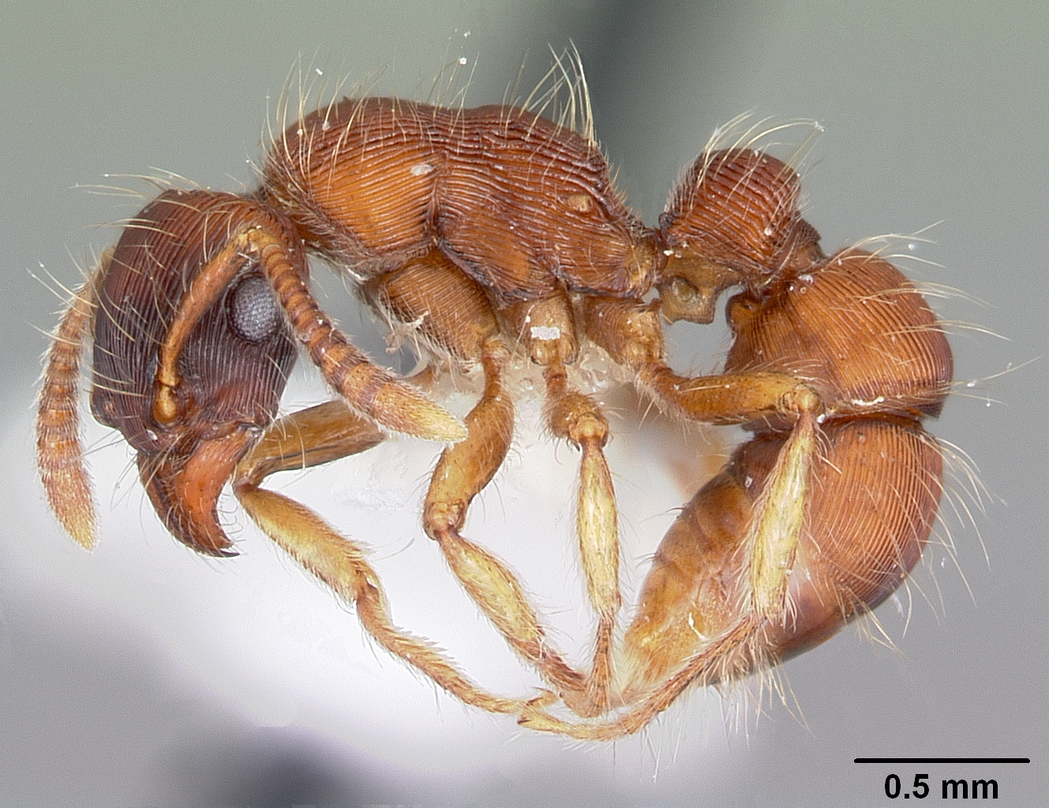